# Semarak FC
Semarak Football Club ist ein Fußballverein aus Malaysia, der in Kuala Lumpur beheimatet ist. Aktuell spielt die Fußballmannschaft in der dritthöchsten Liga des Landes, der Malaysia M3 League.
Der Verein befindet sich auf dem Gelände des Malaysian Police Training Centre in Kuala Lumpur.

## Stadion
Seine Heimspiele trägt der Verein in der Police Training Centre Football Arena in Kuala Lumpur aus.

## Spieler
Stand: 15. September 2020
| Nr.        | Nation   | Spieler                   |
| Tor        |          |                           |
| 01         | Malaysia | Fakhrul Ikram Azhari      |
| 16         | Malaysia | Zulfadli Ahmad            |
| Abwehr     |          |                           |
| 02         | Malaysia | Zain Azrai Sulaiman       |
| 05         | Malaysia | Hafif Jazimin             |
| 06         | Malaysia | Azrul Azman               |
| 07         | Malaysia | Envelson Enson            |
| 09         | Malaysia | Amirul Hashim             |
| 12         | Malaysia | Wan Arfan Wan Ibrahim     |
| 13         | Malaysia | Hafis Abdul Rashid        |
| 17         | Malaysia | Syazwan Azizan            |
| 20         | Malaysia | Nor Amzar Nor Asli        |
| 23         | Malaysia | Nasyirat Mustaqim Sepawi  |
| 24         | Malaysia | Asri Ismail               |
| 25         | Malaysia | Ashraf Hamidi             |
| Mittelfeld |          |                           |
| 11         | Malaysia | Mazlan Azmi               |
| 21         | Malaysia | Khairul Abedol Latif      |
| Angriff    |          |                           |
| 03         | Thailand | Fazli Azrin               |
| 08         | Thailand | Abdul Haqim Radzuan       |
| 10         | Thailand | Farisfatullah Azam        |
| 18         | Thailand | Syafizan Ramli            |
| 19         | Thailand | Syafiq Azmi               |
| 27         | Thailand | Sivakkumar a/l Ramatharan |
| 29         | Thailand | Arif Mat Asin             |
| 30         | Ghana    | Patrick Asare             |

## Saisonplatzierung
| Saison | Līga               | Platz | FA Cup   |
| ------ | ------------------ | ----- | -------- |
| 2020   | Malaysia M3 League |       | Vorrunde |
| 2021   | Malaysia M3 League |       |          |

Die Saison 2020 wurde wegen der COVID-19-Pandemie abgebrochen.